# Bioko

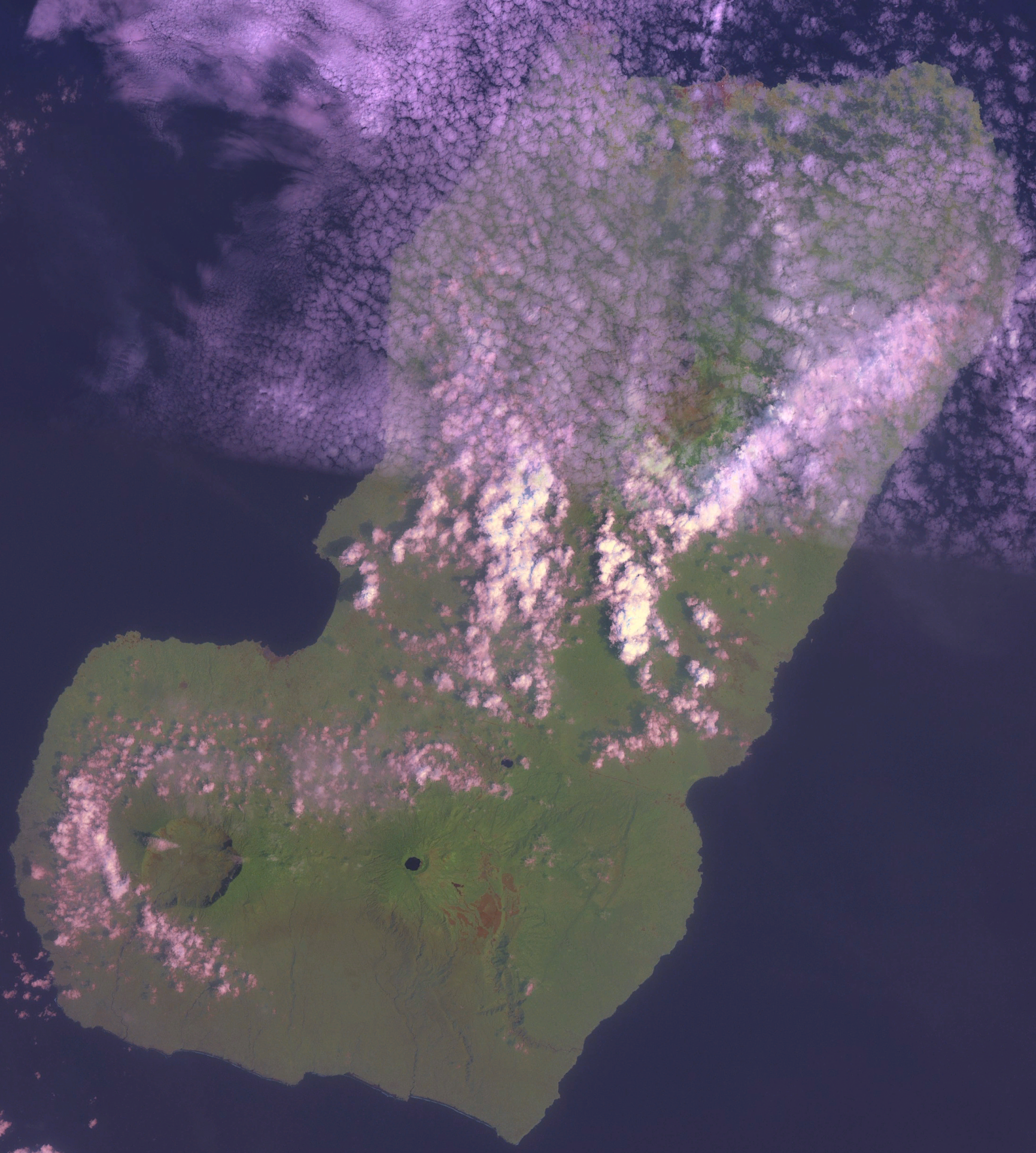
Quang cảnh Bioko nhìn từ không gian

Bioko (cũng viết là Bioco, tại châu Âu theo truyền thống gọi là Fernando Pó) là một hòn đảo nằm cách 32 km của ngoài khơi bờ biển Tây Phi, đặc biệt là Cameroon, tại vịnh Guinea. Đây là phần cực bắc của Guinea Xích đạo với dân số 260.000 người và diện tích là 2.017 km2 (779 dặm vuông Anh). Đây là một đảo núi lửa với đỉnh cao nhất là Pico Basile đạt 3.012 m (9.882 ft).

## Địa lý
Bioko có tổng diện tích là 2.017 km2 (779 dặm vuông Anh). Đảo dài 70 km từ bắc-đông bắc đến nam-tây nam và khoảng 32 km theo chiều ngang. Bioko là một đảo núi lửa với địa hình đồi núi và đỉnh cao nhất là Pico Basile (3.012 m (9.882 ft)). Giống như các đảo láng giềng São Tomé và Príncipe, Bioko nằm trên tuyến Cameroon.
Bioko vốn là điểm cuối của một bán đảo trên đất liền thuộc Cameroon, nhưng nó đã trở thành một hòn đảo khi mực nước biển dâng cách đây 10.000 năm vào thời điểm kỉ băng hà cuối cùng.

## Nhân khẩu
Hòn đảo có 260.000 cư dân (2001), hầu hết là người Bubi. Phần cón lại là Fernandinos, người Tây Ban Nha và những người nhập cư từ Río Muni, Nigeria và Cameroon.

## Lịch sử
Hòn đảo có người định cư vào giữa thiên niên kỷ thứ nhất TCN với cư dân là những người Bantu đến từ đại lục và tạo thành người Bubi. Như vậy, không giống như các hòn đảo khác trong khu vực, Bioko đã có cư dân châu Phi bản địa. Vẫn cón một sự khác biệt về dân tộc trên đảo cho đến nay, những người bản điại Bubi nói một ngôn ngữ Bantu.
Năm 1472, nhà thám hiểm người Bồ Đào Nha Fernão do Pó đã trở thành người châu Âu đầu tiên đến hòn đảo. Ông đặt tên cho đảo là Formosa Flora ('Bông hoa Xinh đẹp'), nhưng đến năm 1494 đảo đã được đổi tên theo người đã thám hiểm ra nó (Fernando Pó) sau khi bị người Bồ Đào Nha tuyên bố chủ quyền. Người Bồ Đào Nha đã phát triển hòn đảo để trồng mía, và trong khi được coi là có chất lượng kém, đường Fernando Po trong một thời gian ngắn đã thống trị tại các trung tâm thương mại ở châu Âu.
Năm 1642, Công ty Đông Ấn Hà Lan lập căn cứ thương mại trên hòn đảo mà không có sự đồng ý của người Bồ Đào Nha, tập trung vào hoạt động buôn bán nô lệ trong vịnh Guinea. Người Bồ Đào Nha xuất hiện trở lại trên đảo vào năm 1648, thay thế công ty Hà Lan bằng một công ty của mình, cũng dành cho việc buôn bán nô lệ và thiết lập trên hòn đảo Corisco lân cận.
Song song với sự thành lập này, các thị tộc Bubi bắt đầu quá trình chậm chạp để thiết lập nên nòng cốt cho một vương quốc mới trên đảo, đặc biệt là sau hoạt động của một số tù trưởng địa phương như Molambo (khoảng. 1700–1760). Trong một khoảng thời gian, khi số lượng nô lệ trong khu vực ngày càng tăng lên, các thị tộc địa phương đã từ bỏ các khu định cư ven biển của mình để định cư trong vùng nội địa an toàn hơn
.

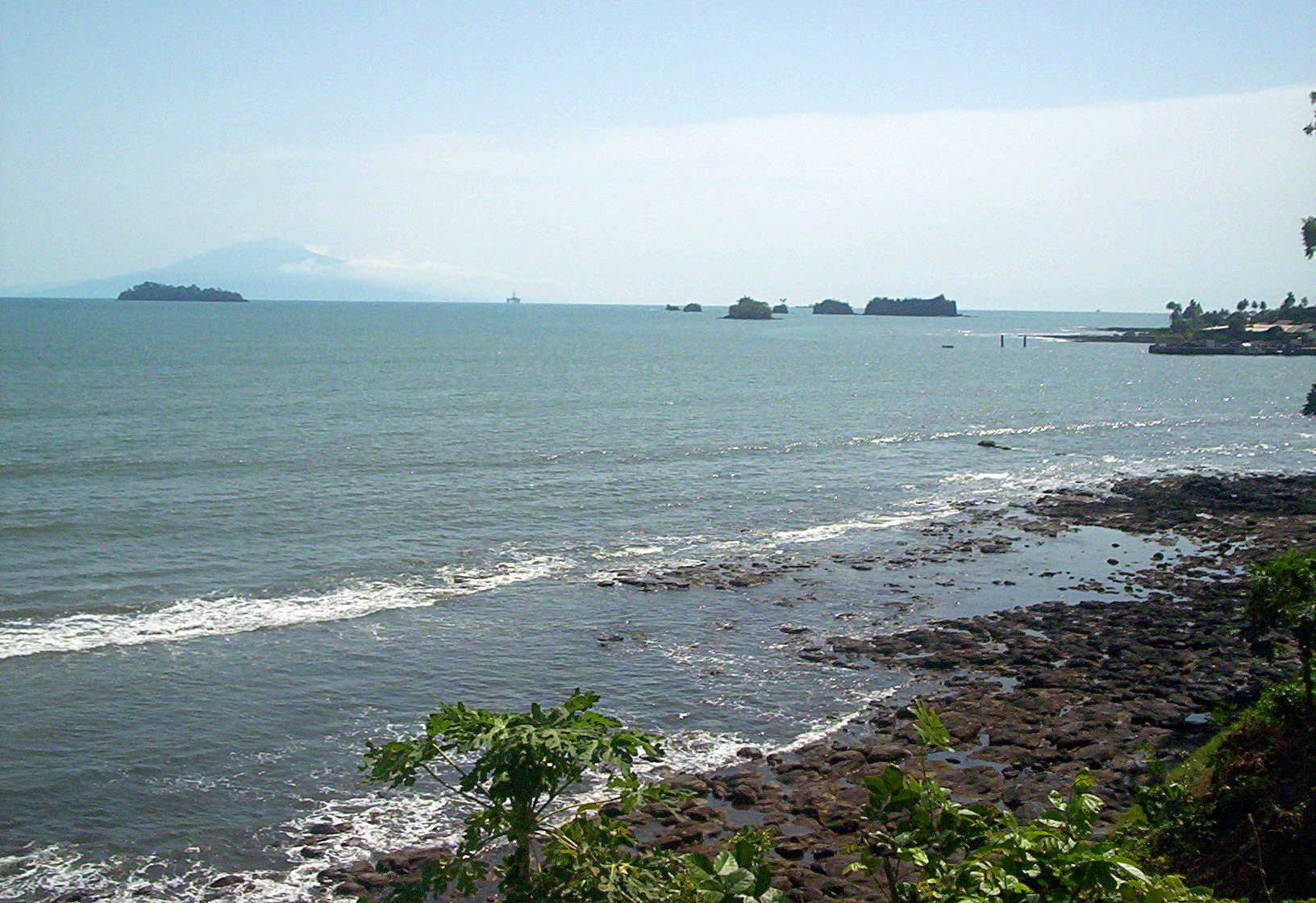
Bioko nhìn từ Limbe, Cameroon

Theo Hiệp ước El Pardo vào năm 1778, Bồ Đào Nha nhượng cho Tây Ban Nha các đảo Fernando Po, Annobón và vùng bờ biển Guinée, Rio Muni, tạo thành Guinea Xích Đạo hiện nay. Hiệp ước được ký kết giữa Nữ hoàng Maria I của Bồ Đào Nha và Vua Carlos III của Tây Ban Nha, trao đổi với lãnh thổ trên lục địa châu Mỹ. Tây Ban Nha sau đó đã tiến hành một chuyến thám hiểm đến Fernando Po, do Conde de Argelejos lãnh đạo, ông ở trên đảo trong bốn tháng. Vào tháng 10 năm 1778, Tây Ban Nha bổ nhiệm một thống đốc trên đảo và người này vẫn ở trên đảo cho đến năm 1780, khi phái đoàn Tây Ban Nha rời khỏi hòn đảo.
Tù trưởng Molambo được một lãnh đạo địa phương khác kế nhiệm, Lorite (1760–1810), sau đó là Lopoa (1810–1842). Sau khi xóa bỏ buôn bán nô lệ, từ năm 1827 đến 1843 người Anh đã thuê căn cứ tại cảng Clarence (nay là Malabo) và San Carlos cho hoạt động tuần tra chống chế độ nô lệ của họ. Khu dân cư tại cảng Clarence (đặt tên theo Công tước Clarence) được xây dựng dưới sự giám sát của William Fitzwilliam Owen, người từng lập bản đồ hầu hết bờ biển châu Phi và là một người nhiệt thành chống chế độ nô lệ. Trong ba năm chỉ huy của mình, lực lượng của ông đã bắt giữ 20 tàu và giải phóng cho 2.500 nô lệ. Tòa án Uỷ ban Hỗn hợp đã được chuyển từ Freetown đến Clarence để đẩy nhanh quá trình luật pháp.
Vào tháng 3 năm 1843, Juan José Lerena đã cắm lá cờ Tây Ban Nha tại Malabo, bắt đầu đánh dấu sự suy giảm ảnh của Anh Quốc đối với hòn đảo. Việc cho người Anh thuê cuối cùng cũng bị thu hồi vào năm 1855. Madabita (1842–1860) và Sepoko (1860–1875) là các tù trưởng địa phương chính trong quá trình tái lập quyền kiểm soát của Tây Ban Nha đối với hòn đảo. Thời kỳ này cũng ghi dấu ấn với sự nhập cư của hàng trăm người Cuba gốc Phi cũng như hàng chục học giả và chính trị gia Tây Ban Nha.
Vào các năm 1923–30, Hội Quốc Liên đã điều tran việc vận chuyển lao động di cư giữa Liberia và thuộc địa Fernando Po của Tây Ban Nha. Mặc dù cơ quan này tập trung chú ý vào Liberia, một cuộc kiểm tra kỹ càng hơn đã cho thấy tình trạng lạm dụng lao động tại Fernando Po. Vào một phần tư cuối của thế kỷ 19, những quản lý đồn điền da đen trên đảo đã chuyển từ trồng dầu cọ sang cacao. Họ phụ thuộc vào lao động nhập cư và chịu sự canh tranh gia tăng với người châu Âu và kết quả là đã dẫn tới một cuộc khủng hoảng kinh tế trong những năm đầu tiên của thế kỷ 20. Những người chủ đồn điền cầm chân lao động song lại không trả tiền hợp đồng, khiến cho họ gặp phải tình cảnh giống như nô lệ.
Trong nội chiến Nigeria vào thế kỷ 20, các cơ quan cứu trợ đã sử dụng hòn đảo làm căn cứ cho các chuyến bay đến Biafra.